# Županovskij
Županovskij (rusky Жупановский, v češtině také Županovská sopka) je masivní, téměř 3 000 metrů vysoký stratovulkán, který se nachází ve východní části poloostrova Kamčatka, přibližně 10 km západně od masivu sopky Dzenzur. Pokud jde o jeho nadmořskou výšku, zdroje se neshodují: uvádějí od 2958 m n. m., přes 2899 m n. m. až po 2923 m n. m.. Komplex se skládá ze čtyř překrývajících se stratovulkánů vybudovaných nad pliocenno-pleistocenní kalderou. Tři z těchto stratovulkánů jsou pleistocenního stáří, čtvrtý je holocenní a je centrem všech erupcí komplexu.
Láva je andezitová a čedičová. Svahy pokrývají celoročně menší ledovce.

## Erupce

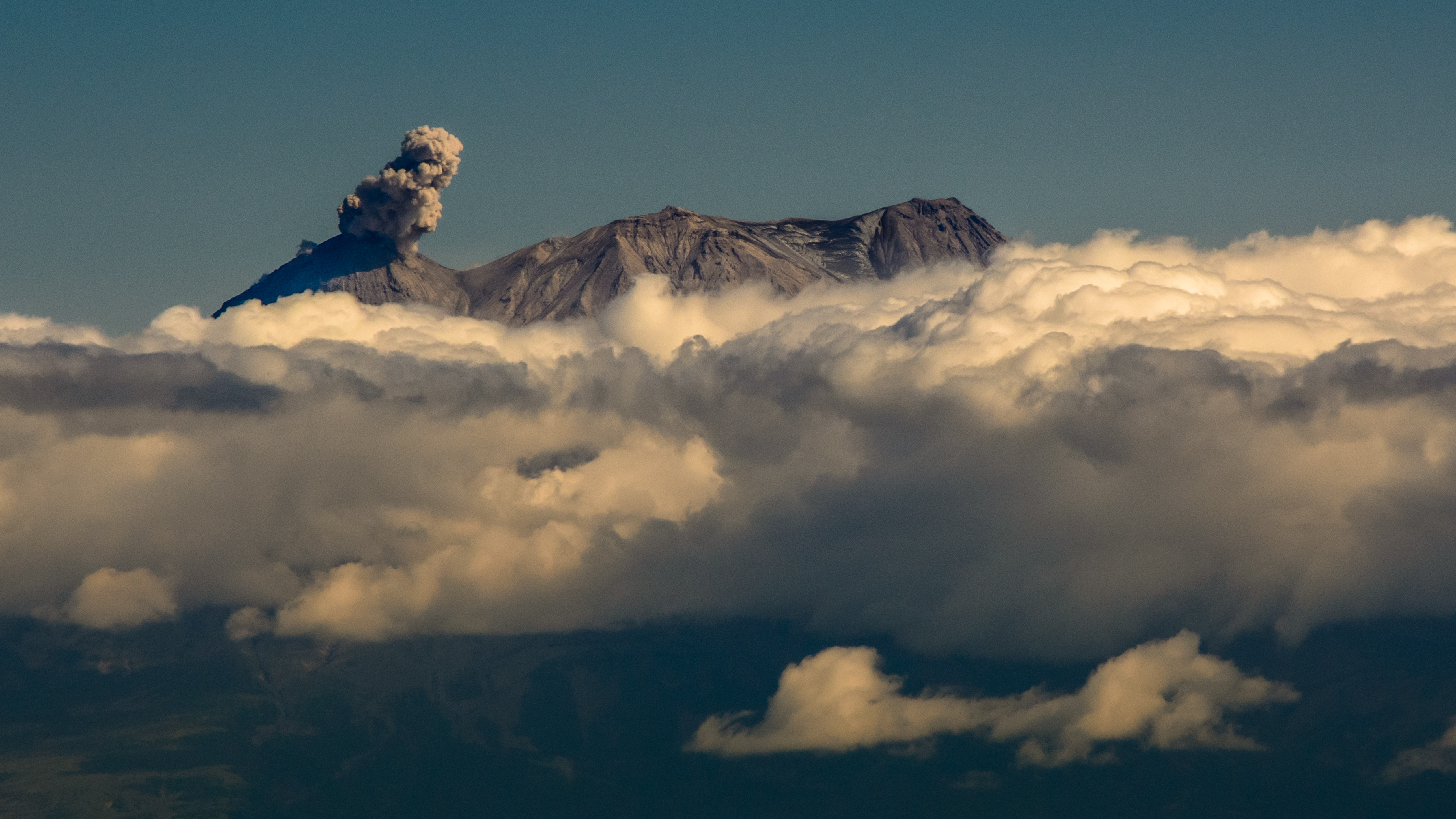
Pohled na erupci Županovského z Avačinské sopky (rok 2014)

Erupce komplexu v holocénu se rozdělují do dvou větších etap, první proběhla před 9000 až 7000 lety, druhá před cca 1 000 lety. Erupce byly převážně slabé, až středně silné, doprovázené produkcí pyroklastických proudů. Podle vědeckých zjištění k poslední velké erupci vulkánu Županovskij mělo dojít v 9. či 10. století našeho letopočtu.
V období od 18. do 20. století zde bylo historicky zaznamenáno celkem sedm erupcí (v letech 1776, 1882, 1925, 1929, 1940, 1956, 1959), ty však měly již slabší charakter. Vulkán Županovskij je stále aktivní, poslední zaznamenaná erupce je z roku 2016.